# Vernon Shaw
Vernon Shaw (Roseau, 23 de maio de 1931 — Roseau, 2 de dezembro de 2013) foi o quinto presidente da Dominica de 1998 a 2004.